# Isla de Lord Howe

Bandera no oficial de la Isla de Lord Howe

La isla de Lord Howe (/haʊ/) es una pequeña isla del océano Pacífico localizada a unos 600 km al este del continente australiano. Junto con la pirámide de Ball, está administrada por el consejo de la Isla de Lord Howe, una de las 175 autoridades locales del estado de Nueva Gales del Sur, y forma parte de la Mid-North Coast Statistical Division. No está constituida en administración local y por lo tanto tiene un tratamiento de área desincorporada, pero está autogobernada por el ya mencionado Consejo. El grupo de islas que compone Lord Howe fue declarado Patrimonio de la Humanidad en 1982, por la Unesco, en atención a su belleza única y a su biodiversidad. El parque marino Lord Howe, establecido en 1999, y el Commonwealth Marine Parkland (aguas de la Mancomunidad de Naciones), establecido en 2000, protegen la zona marina que rodea el grupo de islas.
El huso horario del grupo de islas es UTC+10:30. Durante el horario de verano cambia media hora y pasa a UTC+11, en lugar de cambiar una hora completa. Norma regulada por AEST.

## Historia
La isla de Lord Howe se descubrió el 3 de mayo de 1778 por una expedición del barco HMS Suply, bajo el mando del teniente Henry Lidgbird Ball, de la Royal Navy, durante una travesía desde Botany Bay a la isla Norfolk. En esa singladura el HMS Suply trasladaba convictos para poner en marcha un nuevo penal. El 13 de marzo, durante el viaje de vuelta, envió una expedición a la isla. Estaba desierta y aparentemente era desconocida para los habitantes de la Polinesia. El monte Ligbird, en la isla, y la pirámide de Ball reciben su nombre del jefe de esa expedición. La isla recibió su nombre por Richard Howe, I conde de Howe, que fue Primer Lord del Almirantazgo.
Muchos barcos militares que navegaban entre Nueva Gales del Sur y la isla de Norfolk hacían una escala en la isla, de la misma forma que lo hacían algunos balleneros y barcos mercantes. Algunos barcos dejaron cabras y cerdos en la isla, para tener alimento en futuras visitas. No hubo asentamientos permanentes hasta 1834, en un área de la isla conocida hoy como Old Settlement (asentamiento antiguo). 
Hasta 1974 no tuvo conexión aérea, y la única forma de llegar a la isla por aire era un hidroavión que se podía tomar desde Sídney y que amerizaba en el lago que forma el arrecife de coral. En el año 2002 el destructor de la marina británica HMS Nottingham encalló en un lugar cercano ‘’Wolf Rock’’, un arrecife cercano a la isla, y estuvo a punto de naufragar.

## Geología

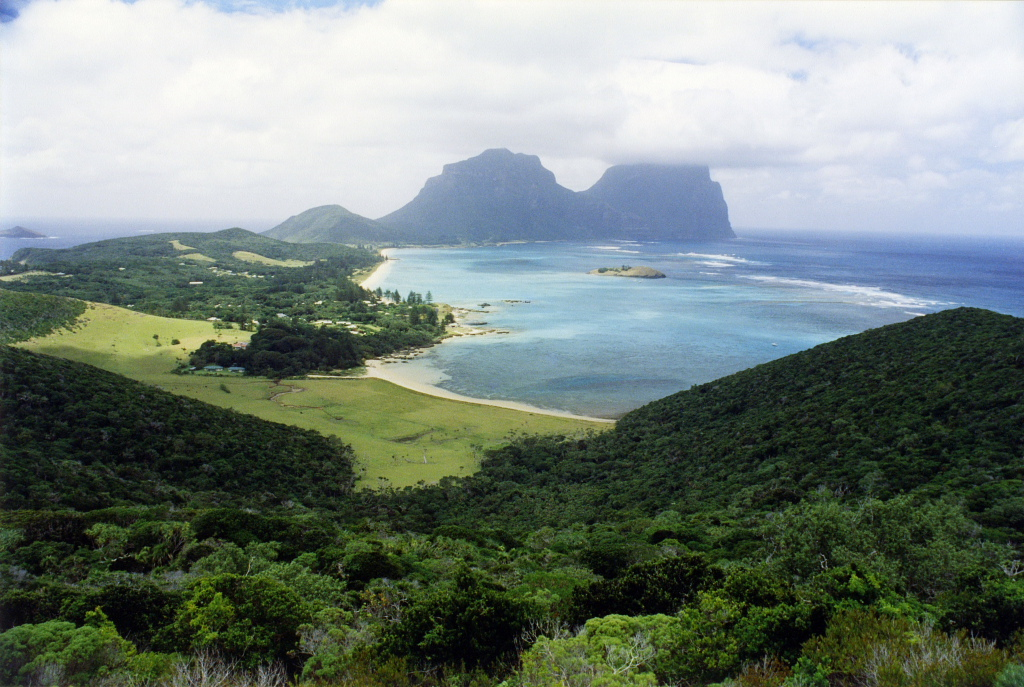
Vista de la Isla de Lord Howe en la que se pueden ver los montes Lidgbird y Gower

Tiene una orografía muy accidentada, que se desarrolla a lo largo de aproximadamente 10 km de largo por 2 de ancho. Proviene de un volcán en escudo de 7 millones de años de antigüedad, cuyo remanente erosionado es la isla de Lord Howe. Su forma de media luna protege un arrecife de coral y un lago. 
La cadena de montes submarinos de Lord Howe, formada por guyots cubiertos de coral, se extiende 1000 km hacia el norte y parece haber sido formada por un movimiento hacia el norte de la placa Indoaustraliana, realizado sobre un punto caliente estacionario (ver tectónica de placas). Esta cadena es una de las características encontradas en la meseta conocida como la elevación de Lord Howe, una parte del continente sumergido de Zealandia.
El monte Lidgbird, de 777 m s. n. m. de altitud y el monte Gower, de 875, dominan el extremo sur de la isla. Ambos son de roca basáltica, restos de lava que en su día llenaba lo que hoy es una gran caldera volcánica. Estos ríos de lava se produjeron hace 6,4 millones de años, y fueron las últimas manifestaciones de actividad volcánica en la isla, que después fue erosionada hasta quedar como la conocemos en la actualidad.
El arrecife de coral, a 31ºS, es el arrecife situado más al sur que se conoce.
La Pirámide de Ball es un islote rocoso situado a 16 km al sur de la Isla de Lord Howe, y como ella misma es el resto de un volcán erosionado. Es el mayor de una serie de apilamientos de origen volcánico que forman islotes en la zona.

### Clima
| Parámetros climáticos promedio de Aeropuerto de la Isla de Lord Howe (1991–2020) | Parámetros climáticos promedio de Aeropuerto de la Isla de Lord Howe (1991–2020) | Parámetros climáticos promedio de Aeropuerto de la Isla de Lord Howe (1991–2020) | Parámetros climáticos promedio de Aeropuerto de la Isla de Lord Howe (1991–2020) | Parámetros climáticos promedio de Aeropuerto de la Isla de Lord Howe (1991–2020) | Parámetros climáticos promedio de Aeropuerto de la Isla de Lord Howe (1991–2020) | Parámetros climáticos promedio de Aeropuerto de la Isla de Lord Howe (1991–2020) | Parámetros climáticos promedio de Aeropuerto de la Isla de Lord Howe (1991–2020) | Parámetros climáticos promedio de Aeropuerto de la Isla de Lord Howe (1991–2020) | Parámetros climáticos promedio de Aeropuerto de la Isla de Lord Howe (1991–2020) | Parámetros climáticos promedio de Aeropuerto de la Isla de Lord Howe (1991–2020) | Parámetros climáticos promedio de Aeropuerto de la Isla de Lord Howe (1991–2020) | Parámetros climáticos promedio de Aeropuerto de la Isla de Lord Howe (1991–2020) | Parámetros climáticos promedio de Aeropuerto de la Isla de Lord Howe (1991–2020) |
| Mes                                                                              | Ene.                                                                             | Feb.                                                                             | Mar.                                                                             | Abr.                                                                             | May.                                                                             | Jun.                                                                             | Jul.                                                                             | Ago.                                                                             | Sep.                                                                             | Oct.                                                                             | Nov.                                                                             | Dic.                                                                             | Anual                                                                            |
| -------------------------------------------------------------------------------- | -------------------------------------------------------------------------------- | -------------------------------------------------------------------------------- | -------------------------------------------------------------------------------- | -------------------------------------------------------------------------------- | -------------------------------------------------------------------------------- | -------------------------------------------------------------------------------- | -------------------------------------------------------------------------------- | -------------------------------------------------------------------------------- | -------------------------------------------------------------------------------- | -------------------------------------------------------------------------------- | -------------------------------------------------------------------------------- | -------------------------------------------------------------------------------- | -------------------------------------------------------------------------------- |
| Temp. máx. abs. (°C)                                                             | 29.9                                                                             | 31.3                                                                             | 28.2                                                                             | 27.4                                                                             | 25.8                                                                             | 23.9                                                                             | 23.2                                                                             | 23.4                                                                             | 23.6                                                                             | 25.4                                                                             | 28.0                                                                             | 28.4                                                                             | 31.3                                                                             |
| Temp. máx. media (°C)                                                            | 25.5                                                                             | 25.8                                                                             | 25.0                                                                             | 23.4                                                                             | 21.6                                                                             | 19.9                                                                             | 19.1                                                                             | 19.1                                                                             | 20.1                                                                             | 21.0                                                                             | 22.4                                                                             | 24.1                                                                             | 22.2                                                                             |
| Temp. mín. media (°C)                                                            | 20.8                                                                             | 21.1                                                                             | 20.1                                                                             | 18.1                                                                             | 16.3                                                                             | 14.8                                                                             | 13.9                                                                             | 13.6                                                                             | 14.7                                                                             | 15.7                                                                             | 17.4                                                                             | 19.2                                                                             | 17.1                                                                             |
| Temp. mín. abs. (°C)                                                             | 13.1                                                                             | 14.7                                                                             | 13.4                                                                             | 11.2                                                                             | 8.7                                                                              | 7.5                                                                              | 6.1                                                                              | 6.6                                                                              | 5.9                                                                              | 7.8                                                                              | 9.2                                                                              | 11.4                                                                             | 5.9                                                                              |
| Precipitación total (mm)                                                         | 102.5                                                                            | 107.0                                                                            | 126.8                                                                            | 138.7                                                                            | 153.2                                                                            | 169.4                                                                            | 138.0                                                                            | 104.7                                                                            | 109.5                                                                            | 99.0                                                                             | 110.9                                                                            | 101.1                                                                            | 1460.9                                                                           |
| Días de precipitaciones (≥ 1mm)                                                  | 8.9                                                                              | 9.2                                                                              | 10.8                                                                             | 13.0                                                                             | 14.7                                                                             | 17.1                                                                             | 17.1                                                                             | 14.4                                                                             | 11.3                                                                             | 9.3                                                                              | 9.4                                                                              | 9.1                                                                              | 144.3                                                                            |
| Humedad relativa (%)                                                             | 70                                                                               | 67                                                                               | 67                                                                               | 67                                                                               | 66                                                                               | 66                                                                               | 66                                                                               | 64                                                                               | 68                                                                               | 68                                                                               | 68                                                                               | 67                                                                               | 67                                                                               |
| Fuente: Bureau de Meteorología                                                   |                                                                                  |                                                                                  |                                                                                  |                                                                                  |                                                                                  |                                                                                  |                                                                                  |                                                                                  |                                                                                  |                                                                                  |                                                                                  |                                                                                  |                                                                                  |

## Flora y fauna
La isla de Lord Howe constituye una ecorregión terrestre, conocida como Bosques subtropicales de la Isla de Lord Howe. Es parte de la ecozona de Australasia, y tiene muchas “bioafinidades” con Australia, Nueva Guinea y Nueva Caledonia. La isla de Lord Howe nunca fue parte de un continente, y toda su flora y fauna colonizó la isla atravesando los mares. Casi la mitad de las plantas que crecen en la isla son especies endémicas. Una de las más conocidas es la palmera Howea, un endemismo de las palmeras Arecaceae, de la cual se exportan anualmente varios millones de ejemplares, lo que supone para la isla la única industria significativa aparte del turismo.
Otra característica endémica de la isla es la seta brillante (Leratiomyces atrovirens), que se da después de lluvias fuertes. Se encuentra en los rante varios días. El brillo es tan fuerte que se puede utilizar para leer en la oscuridad.
En el grupo de islas crían 14 especies de aves marinas y 18 de aves terrestres, incluyendo una especie endémica "Gallina Maderera de Lord Howe" (Gallirallus sylvestris) y 3 subespecies, el "Canario Dorado de Lord Howe" (Pachycephala pectoralis), el "Ojo Blanco de Lord Howe" (Zosterops lateralis tephropleurus) y el "Currawong de Lod Howe" (Strepera graculina crissalis).
Varias especies y subespecies endémicas de pájaros se han extinguido desde el descubrimiento de la isla. La gallina de marisma de Lord Howe o gallinácea blanca Porphyrio albus, la paloma de cuello blanco (Columba vitiensis godmanae), el periquito de pecho rojo (Cyanoramphus novaezelandiae subflavescens) y el pájaro bobo de Tasmania (Sula tasmani) fueron eliminadas por los pobladores de la isla a lo largo del siglo XIX. La llegada accidental de la rata negra debida al naufragio del Makambo en 1918 disparó una segunda oleada de extinciones, incluyendo el tordo llamado por los isleños pájaro Doctor (Turdus poliocephalus vinitinctus), el ojo blanco fuerte (Zosterops strenuus), el estornino de Lord Howe (Alponis fusca hulliana), la paloma de Lord Howe (Rhipidura fuliginosa cervina) y el Gerygone de Lord Howe (Gerygone insularis).
Sólo perdura un mamífero originario de la isla, el murciélago grande del bosque (Eptesicus sagittula). La especie endémica de murciélagos (Nyctophilus howensis) sólo se conoce por una calavera encontrada y actualmente se supone que está extinguido. La extinción pudo deberse a la introducción en la isla del búho con máscara en 1920, con el objeto de controlar la población de ratas. Ese búho puede haber sido también la causa de la extinción de la lechuza (Ninox novaeseelandiae albaria).

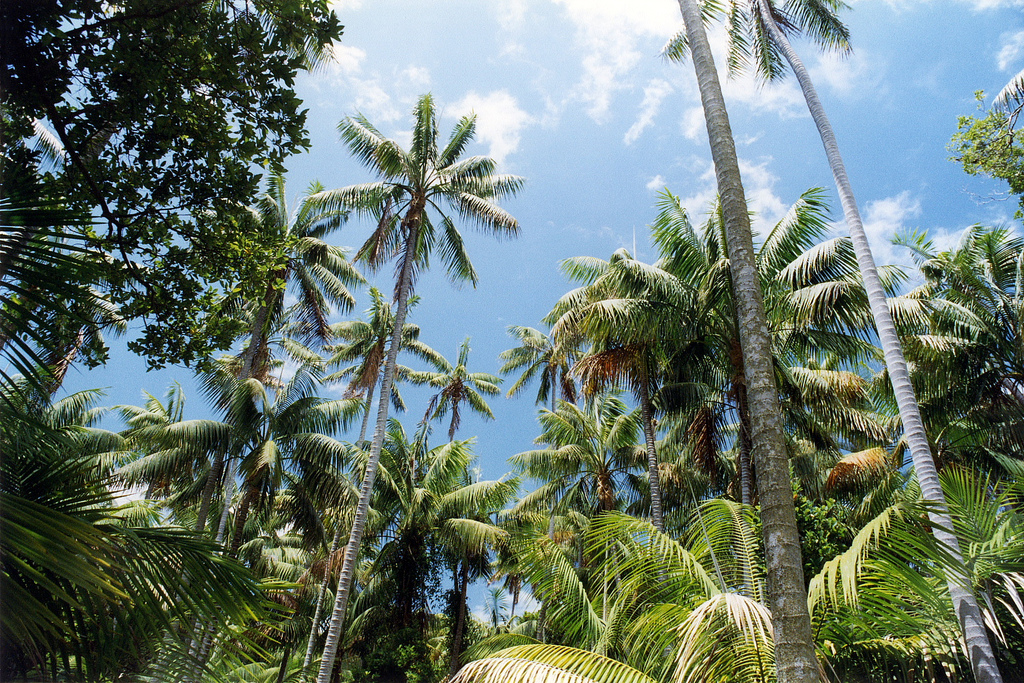
Palmeras Howea en la Isla de Lord Howe

Hay dos reptiles terrestres que son nativos del grupo de islas: el lagarto scincidae ('Leiolopisma lichenigera) y el lagarto gecko (Phyllodactylus guentheri (no existen)). Ambos son raros en la isla principal pero más comunes en las islas más pequeñas. El lagarto scincidae (Lampropholis delicata) y la rana gritona (Litoria dentata) se han introducido accidentalmente desde el continente australiano en épocas recientes.
El insecto palo de la isla de Lord Howe (Dryococelus australis) desapareció de la isla principal poco después de la introducción de la rata negra. En 2001 se descubrió una pequeña población en un único arbusto (''Melaleuca howeana) en las pendientes de la pirámide de Ball.
Otro invertebrado que es un endemismo, el Placostylus de Lord Howe, también se vio afectado por la llegada de la rata negra. En un tiempo era muy común, pero ahora está amenazada. Se ha puesto en marcha un programa de cría en cautividad para salvar a esta especie de la extinción.
En las aguas que rodean Lord Howe se pueden encontrar más de 400 especies de peces, incluyendo 9 endemismos. Hay más de 80 especies de coral que se dan en los arrecifes alrededor del grupo de islas. Un reciente estudio sobre la biodiversidad y las amenazas de los corales y demás especies de los arrecifes del Lord Howe Island Marine Park, indica que los arrecifes gozan de buena salud, con un índice mínimo de blanqueo de coral, del 0'8% del total de ejemplares de especies de coral duro. En esta área protegida se han registrado 164 especies de peces, 40 especies de invertebrados móviles, 53 especies de corales y otros invertebrados sésiles, 32 especies de algas y 2 especies de hierba marina. La riqueza de nutrientes de estas aguas se debe principalmente a la mezcla de corrientes tropicales con aguas templadas, lo que permite también la convivencia de especies de ambos rangos de temperatura. El estudio señala como principal amenaza de la biodiversidad al calentamiento global y el cambio climático.
Alrededor de un 10% de la superficie forestal de la Isla de Lord Howe se ha talado para dedicarla a la agricultura, y otro 20% se ha visto afectado por ganado bovino doméstico y ovejas, cabras y cerdos silvestres. Las cabras se han eliminado de la isla recientemente, la población de cerdos silvestres se ha reducido, y se están poniendo esfuerzos crecientes para controlar el número de ratas, ratones, y plantas introducidas en la isla. Un programa de recuperación ha conseguido aumentar el número de ejemplares de gallina maderera de Lord Howe, desde los 20 que existían en el año 1970 a los aproximadamente 200 que viven en la actualidad.

## Amenazas
Basado en el análisis hecho por Tim Flannery en La amenaza del cambio climático, el ecosistema de la Isla de Lord Howe está amenazado por el cambio climático y el calentamiento global. Los arrecifes están amenazados por un aumento de la temperatura del agua. La gran barrera de coral situada al noreste de Australia está amenazada específicamente por los efectos en Australia del calentamiento global, y lo mismo se puede afirmar de los arrecifes de la isla de Lord Howe. La flora y fauna de clima templado están amenazados por el aumento de la temperatura ya que aquellos que están en el monte Gower no pueden emigrar a lugares más elevados para buscar su rango de temperaturas propio.
Otra de las amenazas que sufre esta isla al ser un espacio de anidacion, son la aves migratorias. Las distintas especies de aves marinas migratorias recogen el plástico de la superficie del océano y, con este alimento nocivo, alimentan a sus polluelos. El plástico llega arrojado al océano desde otras costas por las corrientes marinas cálidas y frías, pudiéndose desviar miles de kilómetros hasta llegar a estos sectores del océano Pacífico.